# Tom Ballard
Tom Ballard (Belper, 16 ottobre 1988 – Nanga Parbat, 25 febbraio 2019) è stato un alpinista britannico.
Figlio di Alison Hargreaves, prima donna a scalare da sola l'Everest, fu il primo alpinista a scalare le sei maggiori pareti nord delle Alpi in solitaria e in una sola stagione invernale.

## Biografia
Nato nel Derbyshire dagli alpinisti Jim Ballard e Alison Hargreaves, che raggiunse la fama in quanto prima scalatrice solitaria del Monte Everest e per aver completato le prime salite in solitaria delle sei pareti nord alpine in una sola stagione estiva, dopo la morte della madre in un incidente di scalata sul K2, Tom Ballard si trasferì con il padre e la sorella Kate vicino a Fort William, in Scozia. In seguito la famiglia si stabilì sulle Alpi e poi a Pera di Fassa, sulle Dolomiti. Proprio in Val di Fassa, Tom Ballard si fidanzò con Stefania Pederiva, figlia della guida alpina Bruno Pederiva.
Fin dall'inizio, Ballard creò nuove vie di arrampicata su roccia, arrampicata mista e vie alpine nelle Alpi, nelle Dolomiti e sull'Himalaya. Nel 2009 scalò una nuova via su roccia sull'Eiger, chiamandola Seven Pillars of Wisdom (Sette Pilastri della Sapienza) e nel 2010 completò la prima salita in solitaria della via invernale "Piola-Sprungli" sull'Eiger, seguita nel 2013 da una prima salita libera in inverno della ''Olimpia – going for gold" sul Catinaccio nelle Dolomiti, e una nuova via sull'Agassizhorn nell'Oberland Bernese che ha chiamato, con un gioco di parole, If Gengis can, we can, we can! (Se Gengis può, noi possiamo, noi possiamo!).

### Pareti nord delle Alpi
Dal dicembre 2014 al marzo 2015, nel corso di un progetto chiamato "Starlight and Storms" (Luce delle stelle e tempeste), Ballard scalò da solo le sei classiche pareti nord delle Alpi (la Cima Grande di Lavaredo, il Pizzo Badile, il Cervino, le Grandes Jorasses, il Petit Dru e l'Eiger), essendo il primo a completare questa impresa in una sola stagione invernale senza una squadra di supporto. Durante questa impresa venne realizzato il film Tom, il quale ha vinto diversi premi in festival internazionali di cinema della montagna.

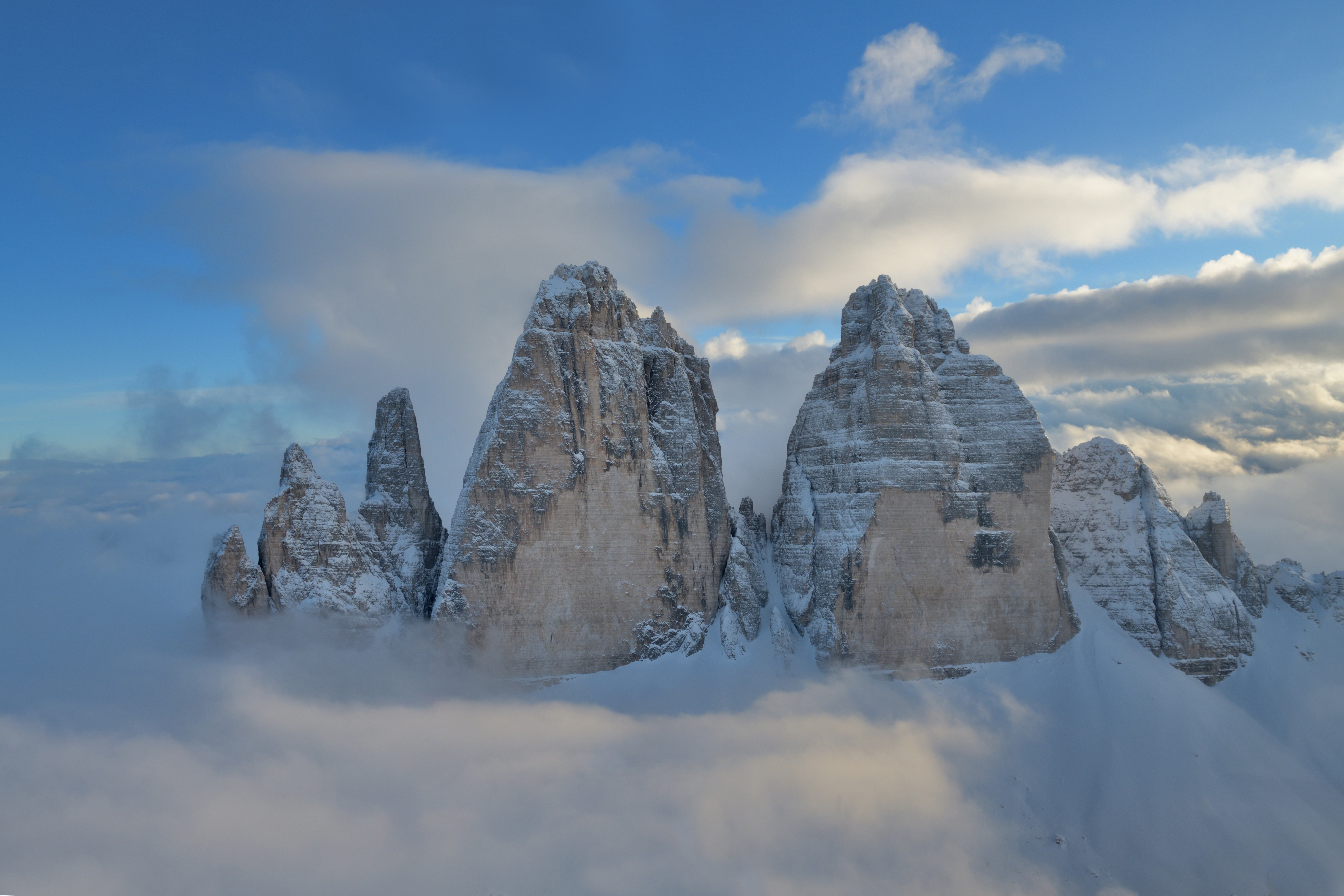
Tre Cime di Lavaredo
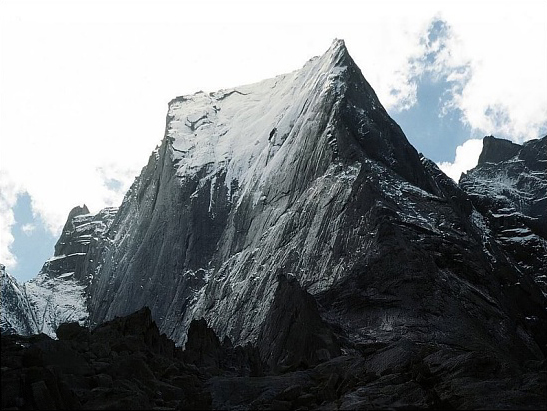
Pizzo Badile
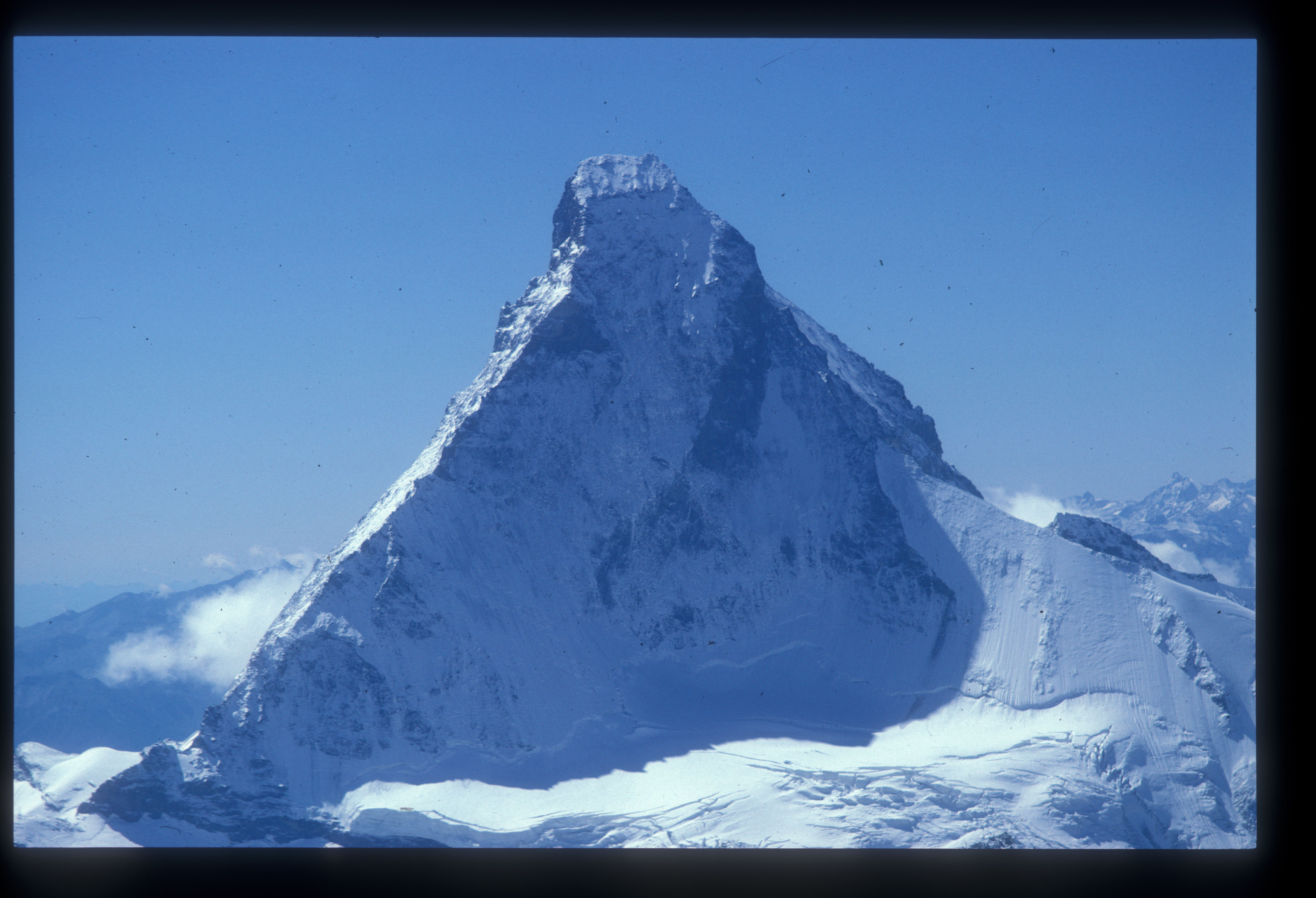
Cervino
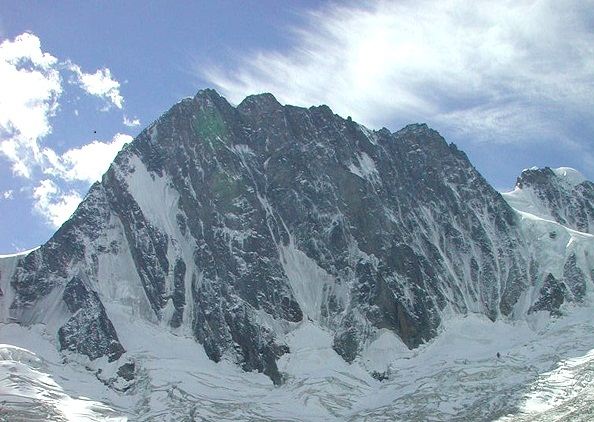
Grandes Jorasses
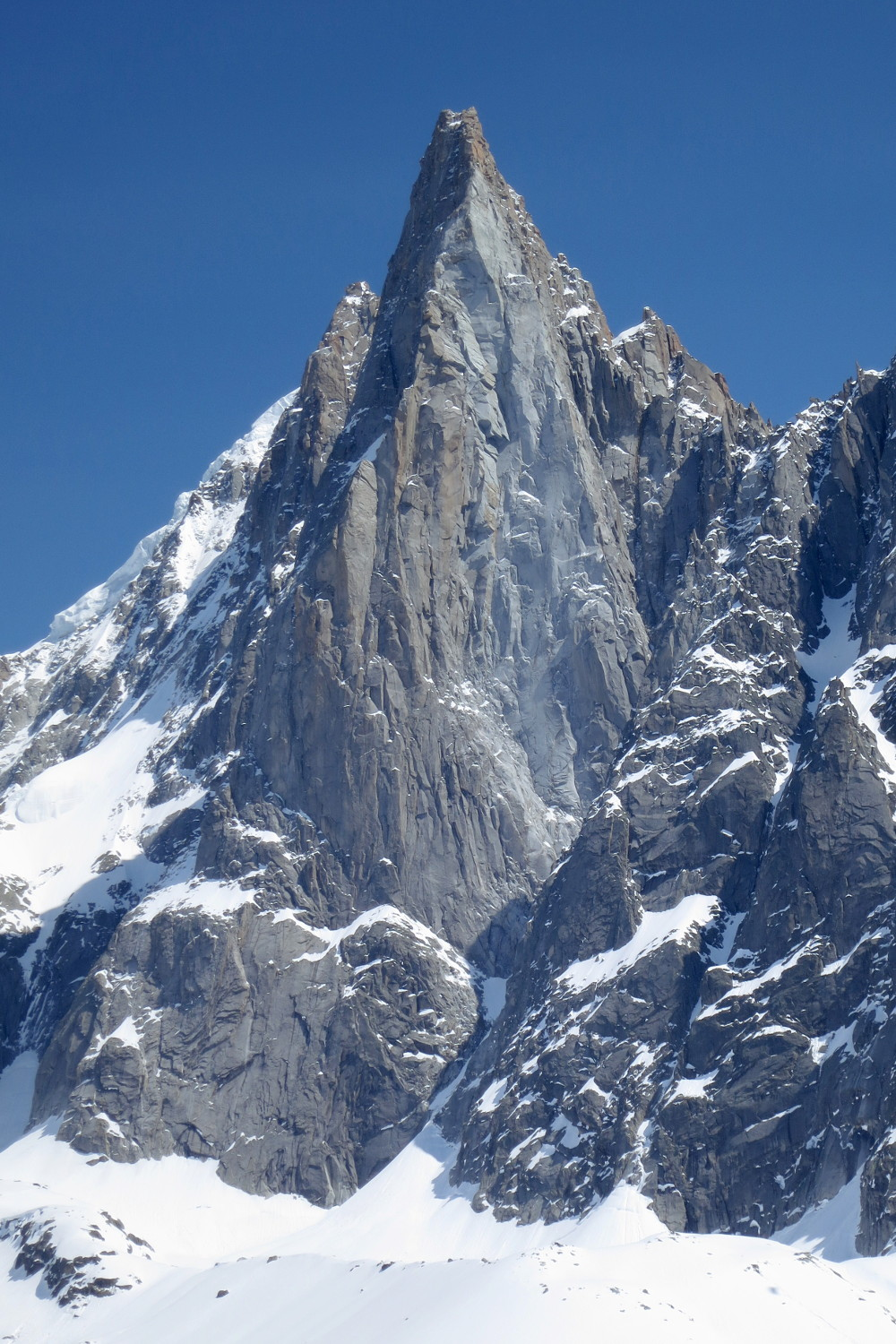
Petit Dru
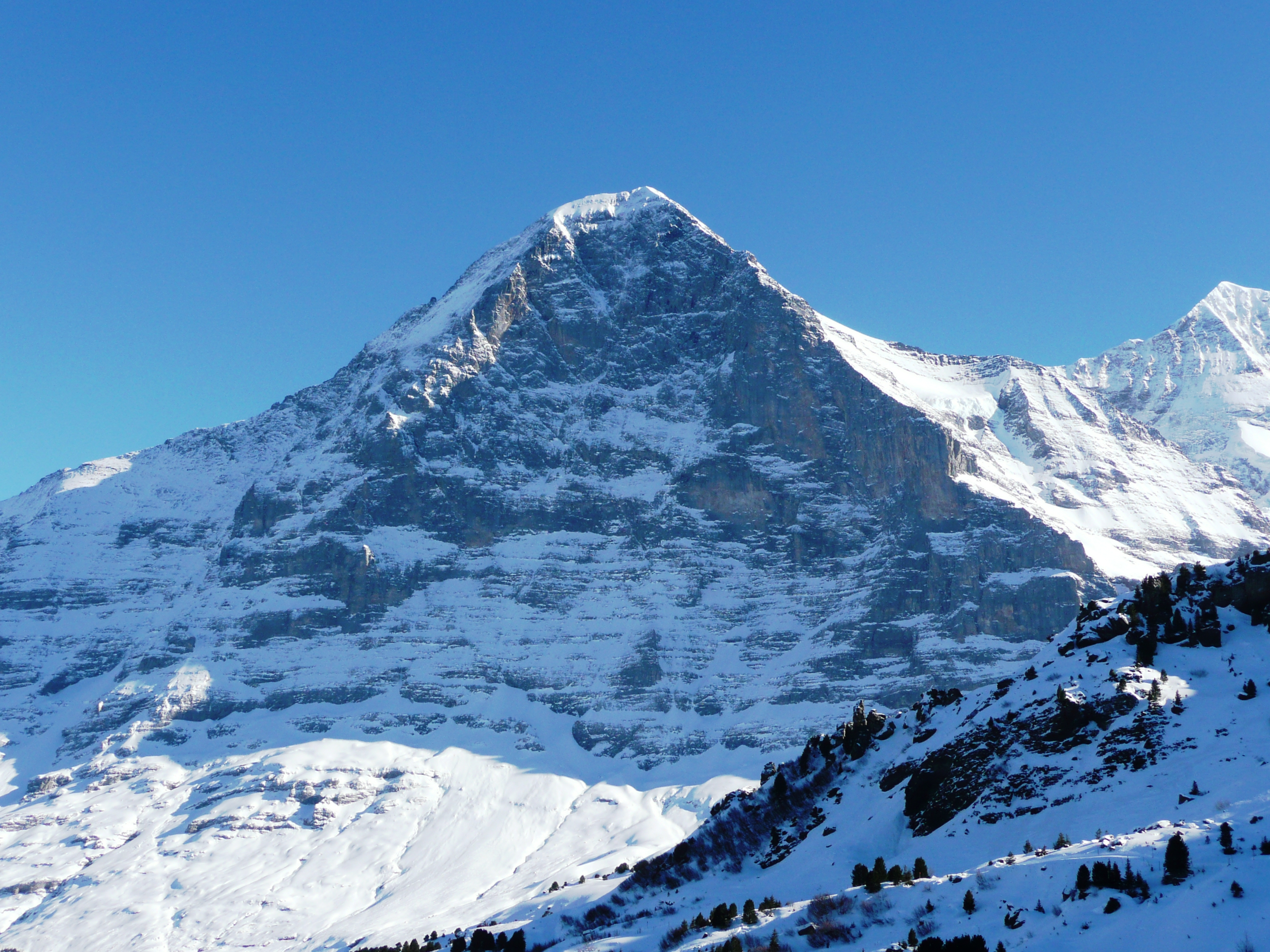
Eiger

Nel 2016 Ballard aprì diverse nuove vie di arrampicata su roccia, misto e a secco. Ha creato una nuova via da 26 tiri chiamata Dirty Harry (Sporco Harry) sulla parete nord-ovest del Civetta e una nuova via mista chiamata Titanic sulla parete nord dell'Eiger. Ha anche creato quella che all'epoca era la via a secco più difficile al mondo, chiamata A line above the sky (Una linea sopra il cielo), sulle Dolomiti. Nel 2017 ha tentato la parete nord-est del Link Sar in Pakistan con l'italiano Daniele Nardi, precedentemente non ancora scalata.

### Nanga Parbat

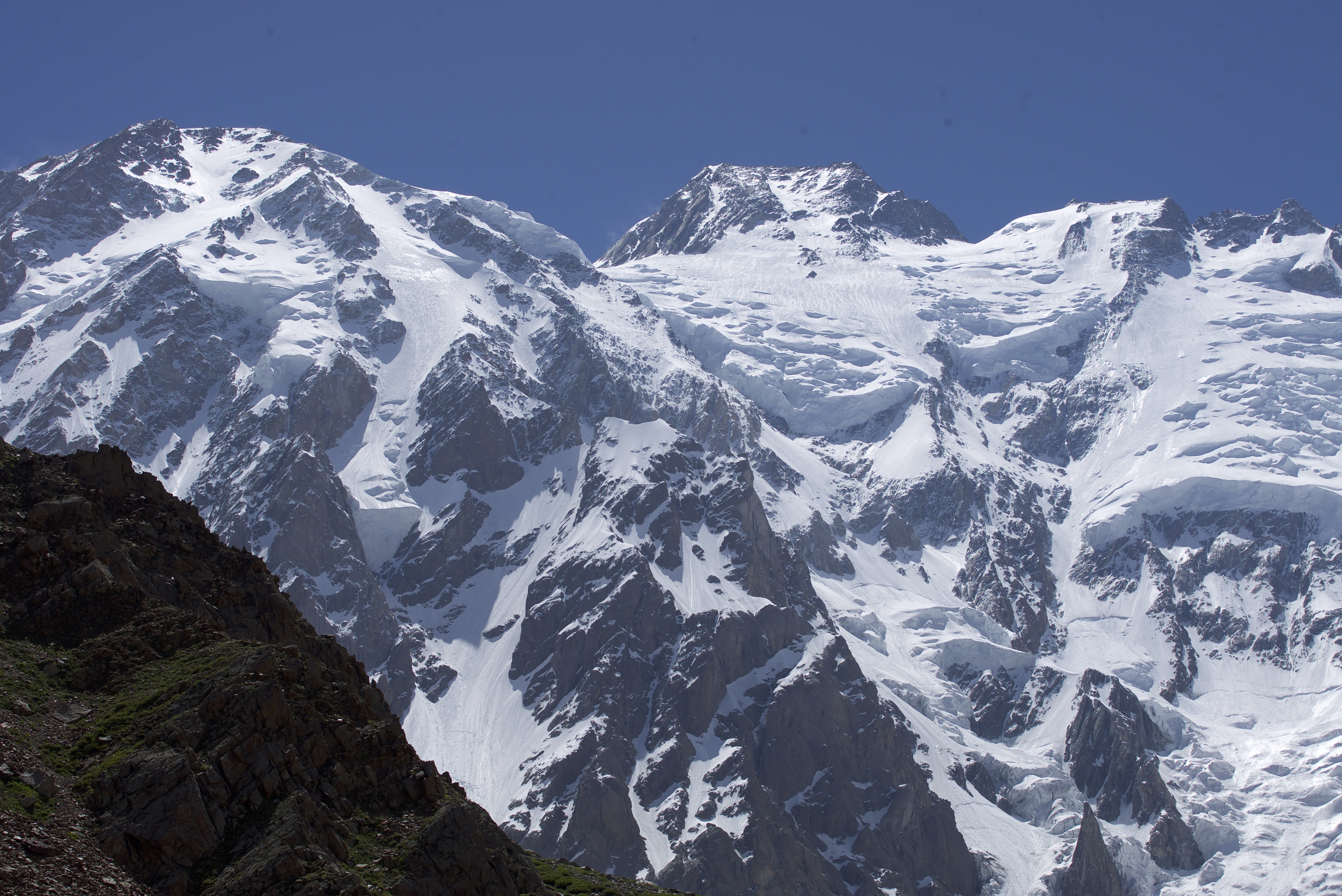
Il versante Diamir del Nanga Parbat

Nell'inverno 2018-2019 prese parte ad una nuova spedizione con Daniele Nardi sul Nanga Parbat, in Pakistan. Il 24 febbraio 2019, dopo una tempesta di neve sullo sperone Mummery, si persero le tracce dei due alpinisti. Il 28 febbraio venne avviata una missione di ricerca, che impiegò alcuni alpinisti impegnati sul K2 e aviotrasportati sul Nanga Parbat da elicotteri dei Pakistan Army Aviation Corps, il cui intervento venne in parte ostacolato da un conflitto tra Pakistan ed India nella vicina regione del Kashmir, oltre che dal maltempo.
Nel primo giorno di ricerche fu avvistata una tenda, ma presumibilmente di un'altra spedizione, mentre il giorno seguente l'alpinista basco Alex Txikon individuò due sagome nella parte rocciosa dello sperone Mummery. Dopo aver inviato le fotografie alle famiglie, ad Agostino Da Polenza, ex scalatore italiano che aveva coordinato la ricerca per conto della famiglia Nardi, e all'ambasciatore italiano in Pakistan Stefano Pontecorvo, si è convenuto che i corpi avvistati fossero quelli di Nardi e Ballard, pur escludendo il verificarsi di una valanga. Il 9 marzo 2019 la missione è stata conclusa dal momento che i corpi di Ballard e Nardi si trovavano in un luogo molto difficile e pericoloso da raggiungere.

### Filmografia
- Angel Esteban e Elena Golatelli, Tom, 2015.